# Canton du Tricastin
Le canton du Tricastin est une circonscription électorale française du département de la Drôme créée par le décret du 20 février 2014 et entrée en vigueur lors des élections départementales de 2015. Il est situé en Drôme provençale  à l'extrême sud du département, frontalier du Vaucluse, de l'Ardèche et du Gard.

## Histoire
Un nouveau découpage territorial de la Drôme entre en vigueur à l'occasion des élections départementales de mars 2015, défini par le décret du 20 février 2014, en application des lois du 17 mai 2013 (loi organique 2013-402 et loi 2013-403). Les conseillers départementaux sont, à compter de ces élections, élus au scrutin majoritaire binominal mixte. Les électeurs de chaque canton élisent au Conseil départemental, nouvelle appellation du Conseil général, deux membres de sexe différent, qui se présentent en binôme de candidats. Les conseillers départementaux sont élus pour 6 ans au scrutin binominal majoritaire à deux tours, l'accès au second tour nécessitant 12,5 % des inscrits au 1er tour. En outre la totalité des conseillers départementaux est renouvelée. Ce nouveau mode de scrutin nécessite un redécoupage des cantons dont le nombre est divisé par deux avec arrondi à l'unité impaire supérieure si ce nombre n'est pas entier impair, assorti de conditions de seuils minimaux. Dans la Drôme, le nombre de cantons passe ainsi de 36 à 19.
Le canton du Tricastin est formé de communes des anciens cantons de Saint-Paul-Trois-Châteaux (6 communes) et de Pierrelatte (2 communes). Le canton est entièrement inclus dans l'arrondissement de Nyons. Le bureau centralisateur est situé à Pierrelatte.

## Représentation
| Période élective | Période élective | Mandat | Mandat   | Identité            | Nuance | Nuance | Qualité |
| ---------------- | ---------------- | ------ | -------- | ------------------- | ------ | ------ | --- |
| 2015             | 2021             | 2015   | 2021     | Fabien Limonta      |        | LR     | Conseiller municipal de Saint-Paul-Trois-Châteaux (jusqu'en 2020) 5e vice-président, chargé de la culture et des anciens combattants Ancien conseiller général du Canton de Saint-Paul-Trois-Châteaux |
| 2015             | 2021             | 2015   | 2021     | Marie-Pierre Mouton |        | LR     | Maire de Pierrelatte Présidente du Conseil départemental chargée de l'aménagement du territoire et de l'aide aux communes Ancienne conseillère générale du Canton de Pierrelatte                      |
| 2021             | 2028             | 2021   | en cours | Fabien Limonta      |        | LR     | Conseiller sortant |
| 2021             | 2028             | 2021   | en cours | Marie-Pierre Mouton |        | LR     | Conseillère sortante, Présidente du conseil départemental |

### Résultats détaillés

#### Élections de mars 2015
À l'issue du 1er tour des élections départementales de 2015, deux binômes sont en ballottage : Fabien Limonta et Marie-Pierre Mouton (Union de la Droite, 40,41 %) et Philippe Andre-Rey et Nadia Galiana-Verdier (FN, 37,01 %). Le taux de participation est de 52,78 % (11 527 votants sur 21 838 inscrits) contre 53,14 % au niveau départemental et 50,17 % au niveau national.
Au second tour, Fabien Limonta et Marie-Pierre Mouton (Union de la Droite) sont élus avec 60,98 % des suffrages exprimés et un taux de participation de 53,48 % (6 512 voix pour 11 680 votants et 21 840 inscrits).

#### Élections de juin 2021
Le premier tour des élections départementales de 2021 est marqué par un très faible taux de participation (33,26 % au niveau national). Dans le canton du Tricastin, ce taux de participation est de 32,06 % (7 288 votants sur 22 734 inscrits) contre 34,1 % au niveau départemental. À l'issue de ce premier tour, deux binômes sont en ballottage : Fabien Limonta et Marie-Pierre Mouton (LR, 52,63 %) et Danielle Chevet et Bernard Gachet (RN, 26,24 %).
Le second tour des élections est marqué une nouvelle fois par une abstention massive équivalente au premier tour. Les taux de participation sont de 34,3 % au niveau national, 34,41 % dans le département et 31,57 % dans le canton du Tricastin. Fabien Limonta et Marie-Pierre Mouton (LR) sont élus avec 72,56 % des suffrages exprimés (4 709 voix pour 7 179 votants et 22 738 inscrits),,.

## Composition
Le canton du Tricastin comprend huit communes entières.
| Nom                                 | Code Insee | Intercommunalité      | Superficie (km2) | Population (dernière pop. légale) | Densité (hab./km2) | Modifier                                    |
| ----------------------------------- | ---------- | --------------------- | ---------------- | --------------------------------- | ------------------ | ------------------------------------------- |
| Pierrelatte (bureau centralisateur) | 26235      | CC Drôme Sud Provence | 49,56            | 13 909 (2022)                     | 281                | modifier les données · modifier les données |
| Clansayes                           | 26093      | CC Drôme Sud Provence | 14,47            | 520 (2022)                        | 36                 | modifier les données · modifier les données |
| La Garde-Adhémar                    | 26138      | CC Drôme Sud Provence | 27,73            | 1 147 (2022)                      | 41                 | modifier les données · modifier les données |
| Rochegude                           | 26275      | CC Drôme Sud Provence | 18,30            | 1 677 (2022)                      | 92                 | modifier les données · modifier les données |
| Saint-Paul-Trois-Châteaux           | 26324      | CC Drôme Sud Provence | 22,04            | 8 776 (2022)                      | 398                | modifier les données · modifier les données |
| Saint-Restitut                      | 26326      | CC Drôme Sud Provence | 14,48            | 1 450 (2022)                      | 100                | modifier les données · modifier les données |
| Solérieux                           | 26342      | CC Drôme Sud Provence | 8,55             | 311 (2022)                        | 36                 | modifier les données · modifier les données |
| Suze-la-Rousse                      | 26345      | CC Drôme Sud Provence | 30,60            | 2 067 (2022)                      | 68                 | modifier les données · modifier les données |
| Canton du Tricastin                 | 2614       |                       | 185,73           | 29 857 (2022)                     | 161                | modifier les données                        |

## Démographie
En 2022, le canton comptait 29 857 habitants, en évolution de +2 % par rapport à 2016 (Drôme : +2,64 %, France hors Mayotte : +2,11 %).
| 2013   | 2018   | 2022   |
| ------ | ------ | ------ |
| 28 657 | 29 409 | 29 857 |